# Bougainvillea spinosa
Bougainvillea spinosa är en underblomsväxtart som först beskrevs av Antonio José Cavanilles, och fick sitt nu gällande namn av Anton Heimerl. Bougainvillea spinosa ingår i släktet Bougainvillea och familjen underblomsväxter. Inga underarter finns listade i Catalogue of Life.